# Premier ministre d'Écosse
Le Premier ministre d'Écosse (en anglais : First Minister of Scotland ; en gaélique écossais : Prìomh Mhinistear na h-Alba ; en scots : First Meenister o Scotland) est le chef du gouvernement de l'Écosse depuis la dévolution du pouvoir et la création d'un Parlement écossais en 1999.
Le Premier ministre d'Écosse reçoit un salaire annuel de 151 271 livres sterling dans lequel est incluse son indemnité parlementaire de 61 778 livres. Sa résidence officielle se trouve à la Bute House, sur la Charlotte Square d'Édimbourg.
L'actuel Premier ministre d'Écosse est John Swinney, du Parti national écossais, depuis le 8 mai 2024.

## Désignation
Le Premier ministre d'Écosse est membre du Parlement écossais et désigné par lui avant d'être nommé par le monarque. Il nomme les membres du gouvernement écossais et est responsable devant le Parlement écossais. Il est également gardien du Grand Sceau d'Écosse, ce qui détermine son rang dans le protocole.

## Liste des Premiers ministres écossais
| Portrait    | Portrait         | Nom (Naissance-Mort)          | Parti politique     | Dates du mandat  | Dates du mandat                               | Élections | Gouvernement                                 |
| ----------- | ---------------- | ----------------------------- | ------------------- | ---------------- | --------------------------------------------- | --------- | -------------------------------------------- |
|             |                  | Donald Dewar (1937-2000)      | Travailliste        | 17 mai 1999      | 11 octobre 2000                               | 1999      | Dewar Travailliste-Libéraux-démocrates       |
|             |                  | Jim Wallace (1954-) (intérim) | Libéraux-démocrates | 11 octobre 2000  | 27 octobre 2000                               | —         | Dewar Travailliste-Libéraux-démocrates       |
|             |                  | Henry McLeish (1948-)         | Travailliste        | 27 octobre 2000  | 8 novembre 2001                               | —         | McLeish Travailliste-Libéraux-démocrates     |
|             |                  | Jim Wallace (1954-) (intérim) | Libéraux-démocrates | 8 novembre 2001  | 27 novembre 2001                              | —         | McLeish Travailliste-Libéraux-démocrates     |
|             |                  | Jack McConnell (1960-)        | Travailliste        | 27 novembre 2001 | 15 mai 2003                                   | —         | McConnell I Travailliste-Libéraux-démocrates |
| 15 mai 2003 | 16 mai 2007      | Jack McConnell (1960-)        | Travailliste        | 2003             | McConnell II Travailliste-Libéraux-démocrates |           |                                              |
|             |                  | Alex Salmond (1954–2024)      | SNP                 | 17 mai 2007      | 19 mai 2011                                   | 2007      | Salmond I SNP minoritaire                    |
| 19 mai 2011 | 18 novembre 2014 | Alex Salmond (1954–2024)      | SNP                 | 2011             | Salmond II SNP                                |           |                                              |
|             |                  | Nicola Sturgeon (1970-)       | SNP                 | 20 novembre 2014 | 18 mai 2016                                   | —         | Sturgeon I SNP                               |
| 18 mai 2016 | 19 mai 2021      | Nicola Sturgeon (1970-)       | SNP                 | 2016             | Sturgeon II SNP minoritaire                   |           |                                              |
| 19 mai 2021 | 29 mars 2023     | Nicola Sturgeon (1970-)       | SNP                 | 2021             | Sturgeon III SNP-Vert                         |           |                                              |
|             |                  | Humza Yousaf (1985-)          | SNP                 | 29 mars 2023     | 7 mai 2024                                    | —         | Yousaf SNP-Vert                              |
|             |                  | John Swinney (1964-)          | SNP                 | 8 mai 2024       | En cours                                      | —         | Swinney SNP minoritaire                      |